# Otto von Guericke

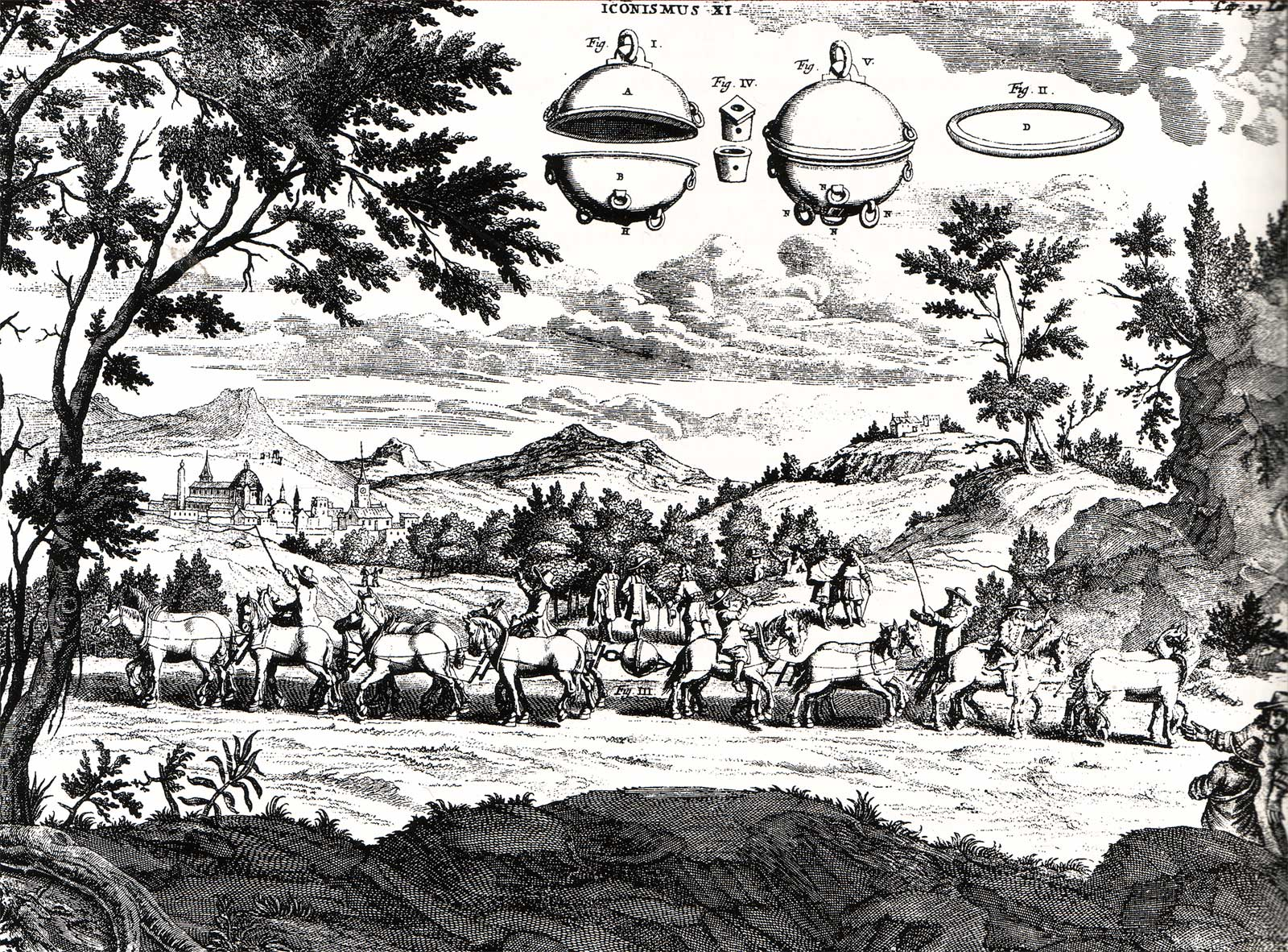
Gravat de l'experiment amb els hemisferis de Magdeburg

Otto von Guericke (Magdeburg, 20 de novembre de 1602 - Hamburg, 11 de maig o 11 de novembre de 1686) fou un físic alemany.
Va estudiar dret a les universitats de Leipzig i Jena. Després es va dedicar als estudis de matemàtica a la universitat de Leiden. Des de 1646 va ser jutge a la ciutat de Magdeburg durant trenta anys. A part de la seva carrera com a jurista la seva passió va ser la física.
Va estudiar els tractats de Blaise Pascal i Evangelista Torricelli sobre la pressió atmosfèrica. El 1650 va inventar una màquina pneumàtica per emprendre una sèrie d'experiments amb el buit. Va poder comprovar que el so no pot propagar-se en el buit, i que els cossos encesos s'hi apaguen i els animals hi moren. Per demostrar els efectes de la pressió atmosfèrica va idear l'experiment amb els hemisferis de Magdeburg el 1654 davant de la Dieta Imperial de Ratisbona.
També fou molt important la seva incursió a les investigacions sobre electroestàtica. Va observar que es produïa una repulsió entre cossos electritzats després d'haver estat atrets. Va idear la primera màquina electroestàtica i va treure espurnes d'una bola feta de sofre, la qual cosa el va portar a especular sobre la naturalesa elèctrica dels llampecs.
En astronomia va ser un dels primers a afirmar que es pot predir el retorn dels cometes.
El 1672 va publicar la seva obra Experimenta nova, ut vocantur Magdeburgica, de vacuo spatio on descriu el seu cèlebre experiment amb els hemisferis de Magdeburg.